# St. Anna (Kuhardt)
Die römisch-katholische Kirche St. Anna in der Ortsgemeinde Kuhardt (Verbandsgemeinde Rülzheim)  im Kreis Germersheim (Rheinland-Pfalz) steht an der Kreuzung der Kirch- und Rheinstraße. Sie gehört zur Rülzheimer Pfarrei Heiliger Theodard im Bistum Speyer. Die Kirche trägt das Patrozinium der heiligen Anna und steht unter Denkmalschutz.

## Beschreibung

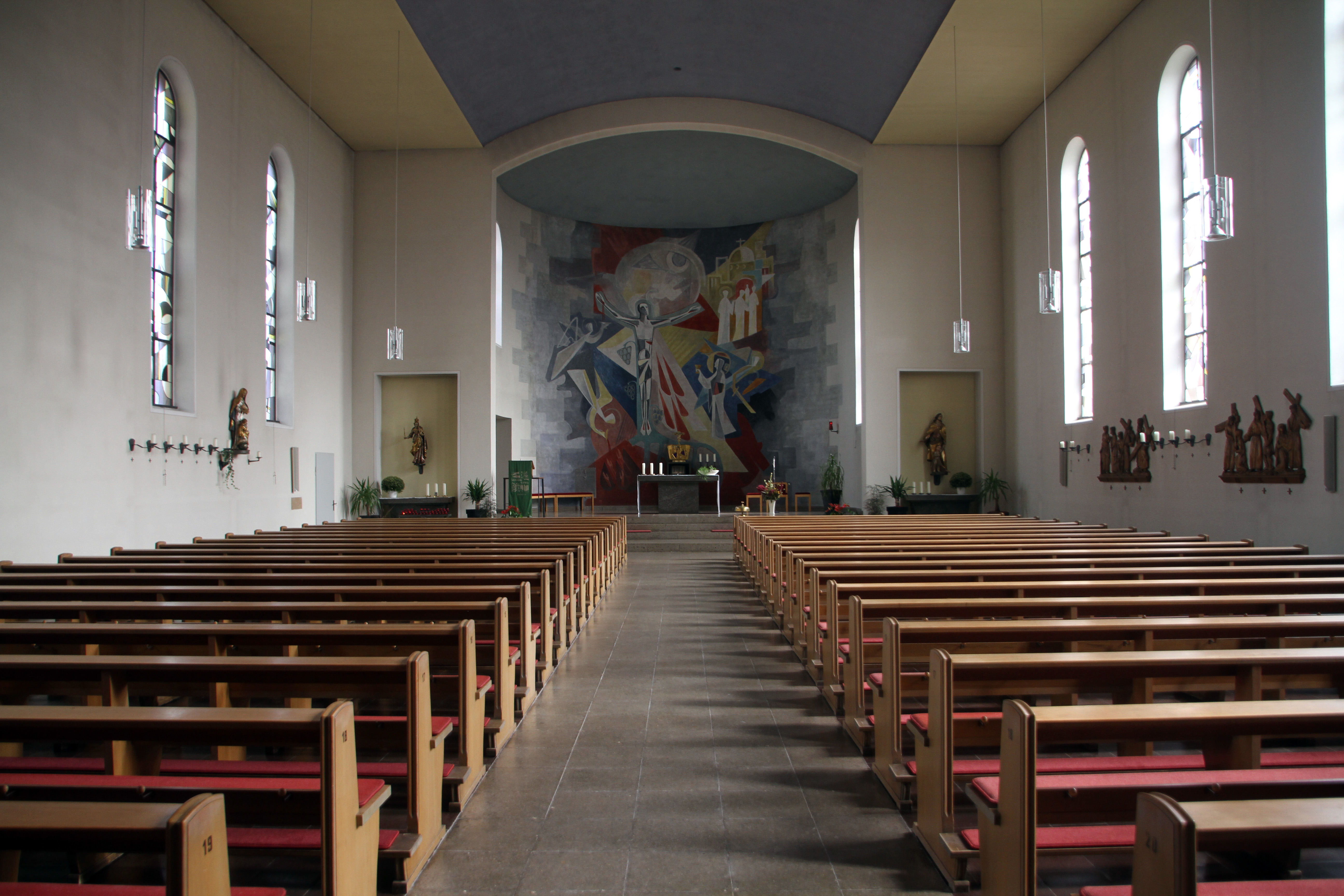
Blick zum Chor

Bei dem Kirchengebäude handelt es sich um eine Saalkirche aus dem Jahr 1957. Nord- und Westwand stammen aus dem Vorgängerbau von 1758. Im Norden schließt ein Echterturm an das Schiff an, dessen drei unterste Geschosse gotischen Ursprungs sind. Auch freigelegte Türbogen im gotischen Stil sind aus der ersten Kuhardter Kirche erhalten.
Im Innenraum befinden sich Bildwerke aus dem 18. Jahrhundert sowie ein sandsteinernes Weihwasserbecken aus dem Jahr 1725. Das Altarbild wurde von Albert Boßlet (Würzburg) entworfen und von dem Würzburger Künstler Lukas Gastl ausgeführt. Ein sich im Kirchhof befindliches Kruzifix auf einem spätbarocken Sockel ist mit dem Jahr 1826 bezeichnet.

## Geschichte
Eine gotische Kapelle in Kuhardt wurde in einer Urkunde vom 6. Juni 1505 erstmals erwähnt. Bevor der erste Lokalkaplan im Ort, Conrad Zorn, zwischen 1507 und 1522 die Pfründe für einen örtlichen Priester stiftete und somit Gottesdienste in Kuhardt stattfinden konnten, mussten die Kuhardter die Messe in Leimersheim besuchen. Am 18. Oktober des letzten Jahres der Stiftung wurde diese vom Speyerer Generalvikar Georg von Schwalbach offiziell bestätigt. Ab 1566 wurde entsprechend eine von der Mutterkirche unabhängige Lokalkaplanei gegründet. Möglich ist auch, dass bereits im 12. Jahrhundert eine Kapelle in Kuhardt vorhanden war, da der Ort bereits 1103 in der Stiftungsurkunde des Klosters Hördt Erwähnung fand.
Das vorhandene Kirchengebäude wurde 1742 als „baufällig und zu klein“ bezeichnet und im Jahr 1758 durch einen Neubau im Stil des Rokoko ersetzt. Die drei Untergeschosse des Kirchturmes blieben hierbei erhalten. Ab September 1803 änderte sich die Mutterkirche, sodass die Gemeinde St. Anna nicht mehr Filiale Leimersheims, sondern eine Kaplanei Hördts war. Von 1925 bis 1949 war die Gemeinde eine Lokalkaplanei, also eine seelsorgerisch selbstständige Filiale. Am 1. Februar 1949 erfolgte die Erhebung zu einer eigenständigen Pfarrei.
1957 wurde die Kirche teilweise abgerissen und an deren Stelle ein moderner Bau nach Entwürfen des Regierungsbaumeisters Erwin van Aaken (Würzburg) und des Architekten Adolf Knoll (Herxheim) errichtet. Der Kirchturm wurde hierbei um vier Meter erhöht. Am 10. November 1957 wurde das Kirchengebäude von dem Speyerer Bischof Isidor Markus Emanuel geweiht. Eine Innenrenovierung wurde 2005 vorgenommen, im Jahr 2007 erhielt das Äußere der Kirche eine Sanierung sowie eine Neugestaltung ihrer Außenanlage.
Im Jahr 2012 wurden die Pfarrei mit St. Mauritius Rülzheim, St. Georg Hördt und St. Gertrud Leimersheim zur Pfarreiengemeinschaft Rülzheim zusammengelegt. Die heutige Pfarrei Heiliger Theodard wurde schließlich zum Januar 2016 durch Fusion dieser Pfarreien gegründet, Pfarrkirche ist St. Mauritius.

## Glocken
Die ursprünglichen vorhandenen Glocken mussten 1942 im Rahmen der „Metallspende des deutschen Volkes“ abgeliefert werden. Heute verfügt die Kirche über ein Geläut mit folgenden Glocken aus dem Jahr 1950:
| Nr. | Name         | Schlagton |
| --- | ------------ | --------- |
| 1   | Christ König | a1        |
| 2   | St. Anna     | h1        |
| 3   | St. Maria    | d2        |

## Orgel

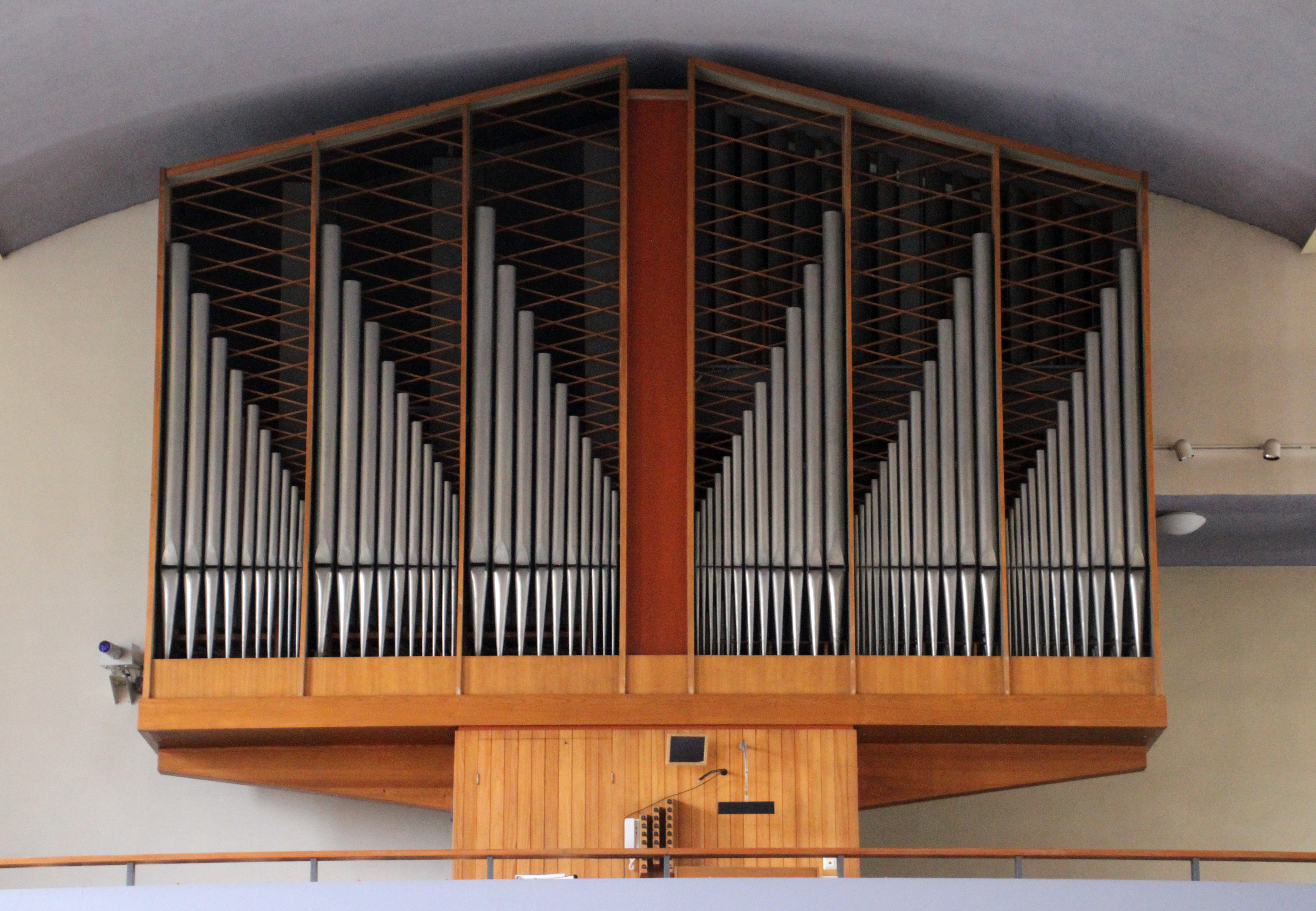
Ansicht der Orgel

Um 1890 ersetzte Louis Voit (Durlach) eine vorhandene Orgel durch ein neues zweimanualiges Instrument. Dieses wurde 1958 von Hugo Wehr (Haßloch) in die St.-Johannes-der-Täufer-Kirche von Oberlustadt versetzt und neobarock umgebaut.
Die heutige Orgel der St.-Anna-Kirche wurde 1961 von Rieger Orgelbau (Schwarzach) unter Beratung des damaligen Speyerer Domorganisten Ludwig Doerr mit mechanischen Trakturen gebaut. Sie verfügt über 19 Register auf zwei Manualen und Pedal. Ihre Windladen sind als Schleifladen ausgeführt. Die Disposition lautet:
| I Hauptwerk C–g3 |                |       |
| 1.               | Prinzipal      | 8′    |
| 2.               | Rohrflöte      | 8′    |
| 3.               | Oktav          | 4′    |
| 4.               | Sifflöte       | 2′    |
| 5.               | Sesquialter II |       |
| 6.               | Mixtur III–IV  | 1 ⁄3′ |

| II Schwellwerk C–g3 |                 |       |
| 07.                 | Holzgedackt     | 8′    |
| 08.                 | Salicional      | 8′    |
| 09.                 | Prinzipal       | 4′    |
| 10.                 | Nachthorn       | 4′    |
| 11.                 | Schweizerpfeife | 2′    |
| 12.                 | Quinte          | 1 ⁄3′ |
| 13.                 | Scharff III     | 1′    |
| 14.                 | Trompete        | 8′    |
|                     | Tremulant       |       |

| Pedal C–f1 |                 |             |
| 15.        | Subbaß          | 16′         |
| 16.        | Oktavbaß        | 08′         |
| 17.        | Baßflöte        | 04′         |
| 18.        | Rauschpfeife II | 02 ⁄3′ + 2′ |
| 19.        | Fagott          | 16′         |

- Koppeln: II/I, I/P, II/P